# Mount Your Friends
Mount your friends, är ett sällskapsspel för upp till 4 spelare som går ut på att man ska stapla gubbar på varandra för att bygga ett torn, det går också även att bygga åt sidan. Om man inte hinner klättra till destinationen innan tiden är slut så åker man ut, sist kvar vinner. Spelet går under kategorierna "indie, simulering och sport". Spelet är tillgängligt till PC och Xbox 360. Spelet blev tillgängligt på Steam 29 juli 2014.
Spelet är gjort av Stegersaurus Software inc.

## Systemkrav
- Operativsystem: Windows XP, eller nyare version.
- Processor: 2,4 GHz eller bättre.
- Internminne: 2 gb ram eller mer.
- Grafik: Integrerad grafik.
- DirectX 10.
- Hårddisk: 200 mb utrymme krävs.[3]

## Recensioner
Spelet blev mycket positivt bemött på grund av sin löjliga atmosfär och har en väldigt positiv statistik på Steam. 2015-11-12 har spelet för tillfället 3132 positiva recensioner mot 108 negativa recensioner.
Om man kollar på recensionerna som spelet har fått på Metacritic är så är det enkelt att dra slutsatsen att spelet är omtyckt men om man fokuserar på den negativa kritiken som är en bra förklaring till varför de inte tyckte om spelet så är det väldigt återkommande att spelarna tycker att man snabbt tröttnar på spelet i brist på saker att göra i spelet. De förklarar gärna att de tyckte spelet var roligt till en början men att det snabbt blir långtråkigt för att det blir samma sak och ingen riktig variation, det finns fyra olika banor att köra och att de snabbt blir långtråkiga.
Den positiva kritiken är det väldigt återkommande att folk hade roligt och skrattade mycket åt detta löjliga spel och att de anser det till att vara en rolig kvällsaktivitet med vänner när det är brist på annat att göra.